# Idioma asturiano
El asturiano (autoglotónimo: asturianu), también denominado bable, es el glotónimo que la lengua asturleonesa recibe en el Principado de Asturias, lengua que tiene continuidad con las hablas tradicionales de la región de León en León y Zamora (donde se denomina leonés), y Miranda de Duero en Portugal (llamado mirandés), donde es oficial en virtud de la Ley n.º 7/99, de 29 de enero de 1999 de la República Portuguesa. Los muy diversos dialectos del asturiano se clasifican usualmente en tres grandes áreas geográficas: occidental, central y oriental; las tres áreas tienen continuidad con los dialectos leoneses por el sur. En el caso asturiano, por razones históricas y demográficas el estándar lingüístico está basado en el asturleonés central. El asturiano cuenta con una gramática, un diccionario de la lengua asturiana (el Diccionariu de la Llingua Asturiana) y unas normas ortográficas. Está regulado por la Academia de la Lengua Asturiana y, aunque no goza de carácter oficial en el Estatuto de Autonomía, una ley regula su uso en Asturias.
Algunas fuentes, como Ethnologue, usan el término «asturiano» como sinónimo de «asturleonés», ya que en realidad todos estos glotónimos (mirandés, leonés y asturiano) hacen referencia a un mismo idioma, el asturleonés, cuya división interna no solo no coincide, sino que es transversal a las actuales fronteras provinciales.

## Glotónimos
Dada la poca aceptación social y política de denominar leonés al idioma en Asturias, y asturiano al idioma en otras partes del dominio como León o Zamora, hoy en día una parte importante de los autores y especialistas prefieren referirse a su conjunto como asturleonés, si bien otros siguen empleando las denominaciones regionales o comarcales (como asturiano, leonés, mirandés, etc.).

## Aspectos sociales y culturales

### Asturleonés y asturiano
Algunas veces se hace mención en los estudios científicos refiriéndose a esta lengua con el nombre de "asturleonés" o de "leonés", sobre todo a partir de la publicación de El Dialecto Leonés (1906) de Menéndez Pidal, quien considera al leonés o asturleonés, junto al castellano en sus distintas variedades, al mozárabe y el navarro-aragonés uno de los cuatro grupos dialectales dentro de la península ibérica que contribuyen a la formación de la lengua española moderna. Hoy en día la mayoría de lingüistas tratan el asturleonés y el aragonés como idiomas romances independientes del español. La terminología de Menéndez Pidal fue usada también en parte por sus discípulos. La razón de esta denominación está en el hecho de que Ramón Menéndez Pidal prima el aspecto sociopolítico, y particularmente del hecho repoblador, como factor determinante a la hora de entender el proceso de cohesión lingüística en la Península. Sin embargo, y teniendo en cuenta que el territorio del antiguo Reino de León y el de utilización del "romance leonés" no coincidieron exactamente, y que el proceso de cohesión lingüística fue al sur del dominio muy intensa y más temprana que al norte, ha de entenderse que es en Asturias donde se mantuvieron con mayor vitalidad y firmeza los rasgos diferenciadores de la lengua. Se propugna por ello que el término más adecuado para referirse a la situación actual en el territorio administrativo del Principado de Asturias es el de "asturiano", mientras que se prefiere el "asturleonés" para aludir a la lengua en su extensión global actual e histórica.

### Denominación: asturiano obable
Ambas denominaciones son aceptadas. En Asturias, bable o asturiano son términos sinónimos con que se alude al romance autóctono. En 1794, ya aparece en las Memorias Históricas del Principado de Asturias de Carlos González de Posada, natural de Carreño, la que, hasta el momento, puede ser considerada la primera constatación de este término (bable) al referirse al «idioma asturiano que allí dicen Vable». Posteriormente, bable ha sido empleado con mayor o menor frecuencia, si bien es cierto que nunca debió de gozar de mucho arraigo popular, pues los asturianos han denominado mayoritariamente su habla como «asturiano» o «asturianu». Así consta, por ejemplo, en el tomo primero del Atlas Lingüístico de la Península Ibérica, publicado en 1962, donde se recogen los datos recopilados en encuestas orales efectuadas antes de la guerra civil española, y donde a la pregunta relativa al nombre del habla local, la respuesta fue sistemáticamente "asturianu" y no "bable".
Lo mismo ha de mantenerse en tiempos más recientes según se desprende de la encuesta sociolingüística de Llera Ramo efectuada en 1991. La encuesta de Llera Ramo, catedrático de ciencias políticas y profesor en la Universidad del País Vasco, fue encargada bajo el mandato de Pedro de Silva, pero nunca fue publicada por el Gobierno presidido por su sucesor, el socialista Juan Luis Rodríguez-Vigil Rubio, aunque sus datos fueron dados a conocer por algunos medios de comunicación. Bajo el mandato del presidente Antonio Trevín, la Consejería de Cultura publicó los resultados de la encuesta en el verano de 1994.
En 1988, durante el gobierno de Pedro de Silva, se decidió a desarrollar el artículo 4.º del Estatuto de Autonomía de Asturias para regular el uso de la lengua. 
La Ley de Promoción y Uso del Asturiano recoge los dos términos aunque, desde la misma Administración, el término considerado como correcto es «asturiano» y así queda reflejado en todas las instituciones y consejerías del Principado.

## Origen y evolución de la lengua
El asturiano tiene su origen en la lengua romance derivada del latín hablada en los reinos medievales de Asturias y de León. Del latín escrito en los siglos X y XI, muy alterado por la lengua romance local se encuentra un fondo documental muy importante procedente de los monasterios leoneses de Sahagún, Otero de las Dueñas y la Catedral de León, pero de origen muy diverso (véase documento del Rey Silo). Del examen de las vacilaciones contenidas en dichos documentos se ha podido reconstruir algunas de las características de la primitiva lengua hablada en el Reino de León, pero sin que se tenga un cuerpo documental propiamente dicho en lengua romance.
Entre estos documentos, uno de los más relevantes por la falta de dependencia de las exigencias formularias de los documentos notariales, es el otorgado en el pueblo de Rozuela (León) y conocido como Nodicia de Kesos, que se ha llegado a datar hacia el año 980. Como señala el catedrático de latín medieval de la Universidad de León, Maurilio Pérez, no se puede hablar de distinciones dialectales antes del siglo XII. «Todo nace por situaciones locales que luego darán lugar a dos dialectos», y añade que lo demás se va generando poco a poco por cuestiones fonéticas y sintácticas. «No es leonés ni castellano, pero puede decirse que es uno de los documentos que más voces romances tiene».
El seguimiento de la evolución de la lengua se pierde, sin embargo, a partir del siglo XII. A principio de ese siglo se observa en los diplomas notariales un robustecimiento muy importante del latín. Esta tendencia resulta patente, sobre todo en Asturias, por razón de la obra del obispo Pelayo (¿1101?-1153) y la oficina de copistas creada en torno a él, que pretenderá una recuperación de formas hispánicas autóctonas, frente a las nuevas tendencias que vienen de Europa, observándose un distanciamiento absoluto entre la lengua hablada y la escrita que hace imposible cualquier intento de reconstrucción. Caso aparte es el del privilegio otorgado a la ciudad de Avilés, conocido como Fuero de Avilés, que se ha datado hacia el año 1055 y en el que se confirma un anterior fuero conferido por Alfonso VI a la villa avilesina. Este privilegio fue objeto de estudio por Rafael Lapesa en su conocido estudio Asturiano y provenzal en el Fuero de Avilés,, y presenta, al parecer de dicho autor, una amalgama de caracteres lingüísticos de muy diversa procedencia. En particular, se constata la existencia de rasgos exclusivos de la lengua provenzal, que se explicarían por los beneficios conferidos en el propio fuero a los caballeros francos para asentarse en la villa; sin embargo, son escasos —cuando no inexistentes— los caracteres que puedan vincularse a la lengua asturleonesa. Lapesa señala en concreto que no todos son extranjerismos y apunta cuatro características que le harían común al asturiano occidental, a saber: el mantenimiento de la -g- o -j- iniciales con sonido x, los diptongos decrecientes -ei- y -ou-, el empleo del pronombre "per" y los pronombres indefinidos 'un', 'ningún'. Todos estos caracteres podrían tener otra explicación atendida la importancia de la habilitación expresa que se hace para residir en la villa a caballeros francos y gallegos y no son, en todo caso, exclusivos del asturiano occidental. Como señala Amaya Valencia, el documento presenta caracteres presentes en el Noroeste peninsular, pero en lo que se refiere a las peculiaridades asturleonesas o especialmente asturianas el problema es bastante complejo de determinar.
Fuera de este caso, que por sus especiales caracteres merece un tratamiento particularizado, el hecho es que sólo será a partir del siglo XIII, con la traducción del Liber Iudiciorum (Fuero Juzgo en su versión romanceada) por las cancillerías reales situadas en el centro de la península, cuando la lengua romance toma carta de naturaleza en la diplomática medieval.
Sin embargo, el distanciamiento de la región asturleonesa de los centros de poder situadas a partir del siglo XIII en el centro (Toledo) y sur de la península (Sevilla y Córdoba) determinó que la lengua asturleonesa esté ausente de los grandes cartularios de San Vicente, San Pelayo y la Catedral. No obstante, se pueden encontrar algunas reminiscencias de la misma en otros cartularios medievales de monasterios más alejados, como puedan ser los de Lapedo en Belmonte de Miranda y San Bartolomé de Nava. Un ejemplo del carácter de la lengua de aquel tiempo la encontramos en el siguiente fechado en 1233 citado por Rafael Lapesa:

In nomine dominj amen. Hio (yo) Johan Tomás viendo a vos conviento de Belmonte lumnadamiente a la Caridat, toda mía heredat quanta yo hey en essa villa que laman ambas mestas, nomnadamiente la quarta dela, por todos sos términos antigos, τ con la mía ración toda la(s) covas de la Vega, nomnadamiente de la vega. Viendo a vos conviento suso decho todas estas heredades nomnadas, quanto yo en ellas ey o aver debo por precio numnado 50 morabedis de moneda real τ daquesti precio soe yo bien pagado, nenguna cosa non remanezco. E por ende estas heredades que vos yo Johan Tomas a vos conviento de suso decho de bonamiente viendo, des (h)oy en esti día, de mio iur serán alongadas τ en vuestro poderío seran dadas ye outorgadas por iamais, τ fagades delas toda vestra veluntat. Ye si dalguno contra esti mio feyto quier venir tanbien de mia progenia como destraña, seia maldito ya, escomungado del regno de Dios alongado, con Datán τ Abirón que sorbeo la tierra vivos con Simón mago τ con Juda el traedor que viendo a nuestro Señor con todos aquestos padesca las penas del infierono τ peyte a vos conviento 100 moravedies τ al Rey outros tantos τ la carta todavía en so rouramento permanesca.
 Rafael Lapesa Melgar, El Dialecto Asturiano Occidental en la Edad Media, Universidad de Sevilla, 1998, p. 101.

Como ejemplo del habla del Oriente de Asturias cabe señalar el siguiente texto del año 1255 del Convento de San Bartolomé de Nava citado por Isabel Torrente Fernández de gran interés por la mezcla de términos latinos y romances:

In nomine domini amen. Equum et rationabile est ut ea quae conveninunt ne oblisviscantur litteris mandentur. Ea propter ego la abadesa de San Bartolomé de Nava priora e convento de ese mismo lugar facemos convenio con vos Luis González cura de San Andrés de Cuenya del Concello de Nava, Diócesis de Oviedo en esta sorte que vos a nos sirvedes de capellán los domingos y fiestas guardaderas de todo el año desde hoy arriba e que sacramentedes a nos e a los nuestros feligreses que son de San Bartholomé de Nava por cuio trabaio e porque vusquedes quien a vos e a nos tales dichos días diga misa e vos fagades oficio de cura parroquial vos siñalamos los diezmos de los lugares de Quintana y del coto con mais las derechuras del veisamano e un rendeiro de toda la feligresía, qual vos escogieredes cada año. Entre Anbas las partes convinieron.
 Torrente Fernández, Isabel: Los dominios del Monasterio de San Bartolomé de Nava, siglos XIII a XVI, p. 213

Según Menéndez Pidal son escasos y parciales los testimonios de la lengua asturleonesa medieval, textos literarios y los diplomas notariales no concuerdan en su testimonio; ni aquellos ni estos reflejan con suficiente fidelidad el dialecto 'leonés' (asturleonés) hablado; y en los textos literarios, especialmente, se ven luchar dos influencias, literarias también, y enteramente opuestas, la galaico-portuguesa y la castellana, que no se ejercieron de igual modo, ni mucho menos en la lengua hablada. La lengua hablada mantuvo hasta hoy caracteres propios bien armonizados entre sí, en los cuales se observa la transición gradual en el espacio, de los rasgos gallego-portugueses hasta los castellanos; en vez de esta transición gradual, los textos escritos nos muestran mezcla antagónica, pues la literatura leonesa (asturleonesa), falta de personalidad, se movió vacilante entre los dos centros de atención que incontrastablemente la sobrepujaban.
A partir del siglo XIV los textos guardan una uniformidad absoluta respecto de los documentos castellanos contenidos en los propios cartularios.
Filólogos más recientes como Roberto González-Quevedo destacan por el contrario la continuidad literaria del asturiano desde la Edad Media: El asturiano, como otras lenguas romances, tuvo desde la Edad Media uso en fueros, testamentos, documentos, como se comprueba fácilmente en el Fuero de Avilés, Fuero de Campomanes, etcétera. La literatura en asturiano es, ciertamente, menos abundante y de menos calidad de lo que se desearía, pero es muchísimo mejor y extensa de lo que comúnmente se cree. Debido a su absoluta marginación en la enseñanza oficial, son muchos los asturianos que ignoran que exista siquiera una literatura en su lengua vernácula. En las zonas rurales es aún fácil escuchar de los bablehablantes que su lengua "no se puede escribir".
En el siglo XVII vive el poeta que suele iniciar todas las antologías de la poesía en lengua asturiana: Antonio González Reguera (Antón de Marirreguera), sacerdote de vida alegre, que recuerda la del celebrado arcipreste de Hita. Él fue quien resultó ganador de un certamen de poesía organizado con ocasión del traslado de Mérida a Oviedo de los restos de Santa Olaya, en 1639. En el concurso había poesías en latín, griego y en castellano. El hecho de que la ganadora fuese en bable dice mucho acerca de la presencia y aceptación que entonces tenía la literatura en lengua asturiana. Durante el siglo XVIII, la literatura en bable adquiere un gran impulso al aparecer, en su segunda mitad, un grupo de poetas importantes; así como al impulso que hombres como Melchor Gaspar de Jovellanos quisieron dar a la cultura asturiana. No hay que olvidar que Jovellanos fue partidario de la creación de una academia que normalizase el bable.

### El asturiano normativo

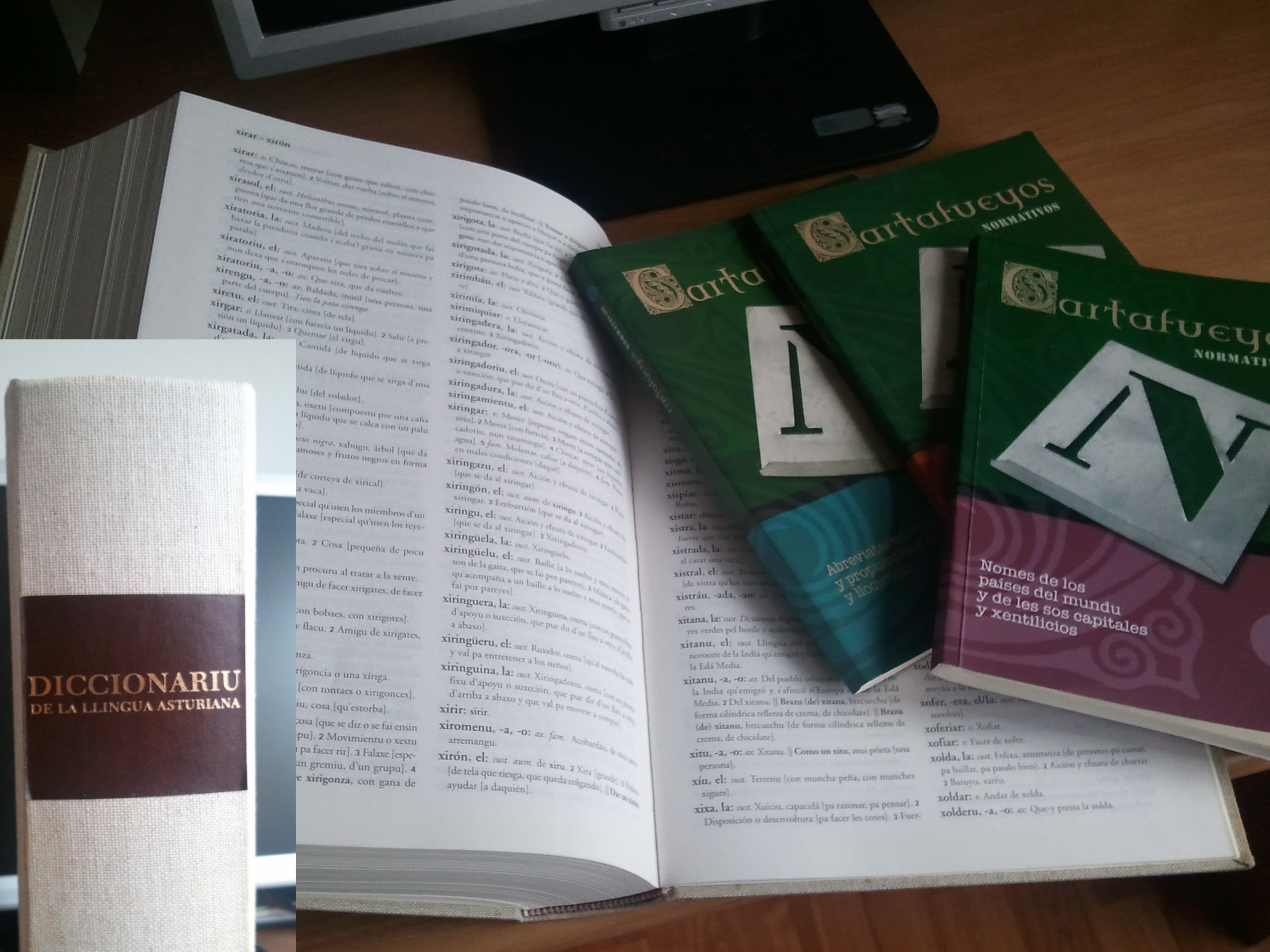
Diccionariu de la Llingua Asturiana, diccionario normativo

Junto a los tres dialectos existentes del idioma asturleonés, hoy en día se ha consolidado en Asturias un asturiano normativo que se ha institucionalizado a través de la publicación de unas normas gramaticales uniformes por la Academia de la Lengua Asturiana. Este estándar normativo se basa en el dialecto central del asturleonés y encuentra sus raíces en la literatura costumbrista de finales del siglo XVII, particularmente en la del párroco de Carreño, Antonio González Reguera y otros autores posteriores, cuya obra literaria fue difundida por eruditos como Caveda y Nava en el siglo XIX. Debe recordarse que esta literatura surge precisamente en los llamados «siglos oscuros» de otras lenguas peninsulares, como el catalán o el gallego y su aparición en este tiempo se explica en un contexto de literatura de carácter marcadamente burlesco, caracterizada por el empleo de estos recursos estilísticos propios de la entonces llamada habla rústica, que comprendía por igual a los numerosos dialectos del castellano que existían en Castilla y a cualquier lengua peninsular que no fuera castellana. En la misma, a través del empleo de la lengua asturleonesa, pero también de barbarismos de la lengua vulgar castellana, se refuerza la parodia de determinados personajes o situaciones pero pueden encontrarse en la utilización de hablas locales zamoranas y salmantinas en obras de autores como Lope de Rueda, de Juan del Enzina y en otras obras como las Coplas de Mingo Revulgo.
Por lo demás el asturiano normativo se basa en el dialecto central del asturleonés, aunque la normativa incluye reglas ortográficas para escribir en los dialectos occidental y oriental. La aparición del fonema -l- en el margen posnuclear de la sílaba (yelsu, coldu, lleldu, dulda, etc.) es una característica que sería una evolución posterior a los textos históricos asturianos más antiguos, así Caveda y Nava señala: «La pronunciación de la -u- en lugar de la -b-, se confirma con las antiguas voces cabdal, cabdiello, dubda, etc. en las cuales se substituyó la ‘u’ a la ‘b’ como caudal, caudillo, duda etc». Sigue diciendo don José Caveda, «hacia las montañas de Teberga dícese todavía 'coudicia', 'toudo', etc, diptongos decrecientes que en tiempo de segura sin duda estaban en uso como se hacia de ver en la copla 35 del poema de Alejandro donde se dice 'ousar' por 'usar' y en la copla 2398 en que se dice 'Outumno' por 'Otoño'». Junto a estas características aparecen otras desconocidas en los textos medievales, como la formación de los plurales o el neutro de materia. Respecto del neutro de materia, véase Viejo Fernández (1993), el cual analiza la documentación de la lengua medieval asturiana del monasterio de Nava de los siglos XIII y XIV, en un documento de 1374 se constata ya su uso («una fanyega de escanda linpio e pisado») (Viejo Fernández, X. (1993): «La llingua de los documentos del monesteriu de San Bartolomé de Nava (siglos XIII-XIV)», Lletres Asturianes, p. 47).

### La oficialidad de la lengua asturiana y procesos de diglosia
Jovellanos, ya a finales del siglo XVIII hablaba del asturiano como un dialecto mal estudiado y en peligro por el mayor prestigio del castellano en los centros urbanos y las clases altas. Así, Jovellanos, al tratar sobre el proyecto de un diccionario en asturiano, señalaba como: «La impresión del Diccionario se deberá hacer en la imprenta de Oviedo no sólo para fomentarla, como es justo, sino porque sólo a la vista de la Academia podrá imprimirse con exactitud y corrección el Diccionario de un dialecto desconocido fuera de Asturias y no bien conocido entre nosotros». Entendiéndose por "nosotros" en el contexto de la época a los estudiosos de clase alta que se acercaban a la lengua asturiana con creciente interés pero tenían ya por lengua materna únicamente el castellano.
Tal como señala Xuan Cándano, a la muerte de Franco en 1975 el deterioro del asturiano era mayor que en el caso del resto de lenguas peninsulares, debido a la progresiva castellanización. Tampoco había en Asturias una burguesía autóctoca que pudiera apoyarlo y además su reivindicación lingüística comenzó muy tarde, ya entrados los años 70 con Conceyu Bable.

### Estatus actual

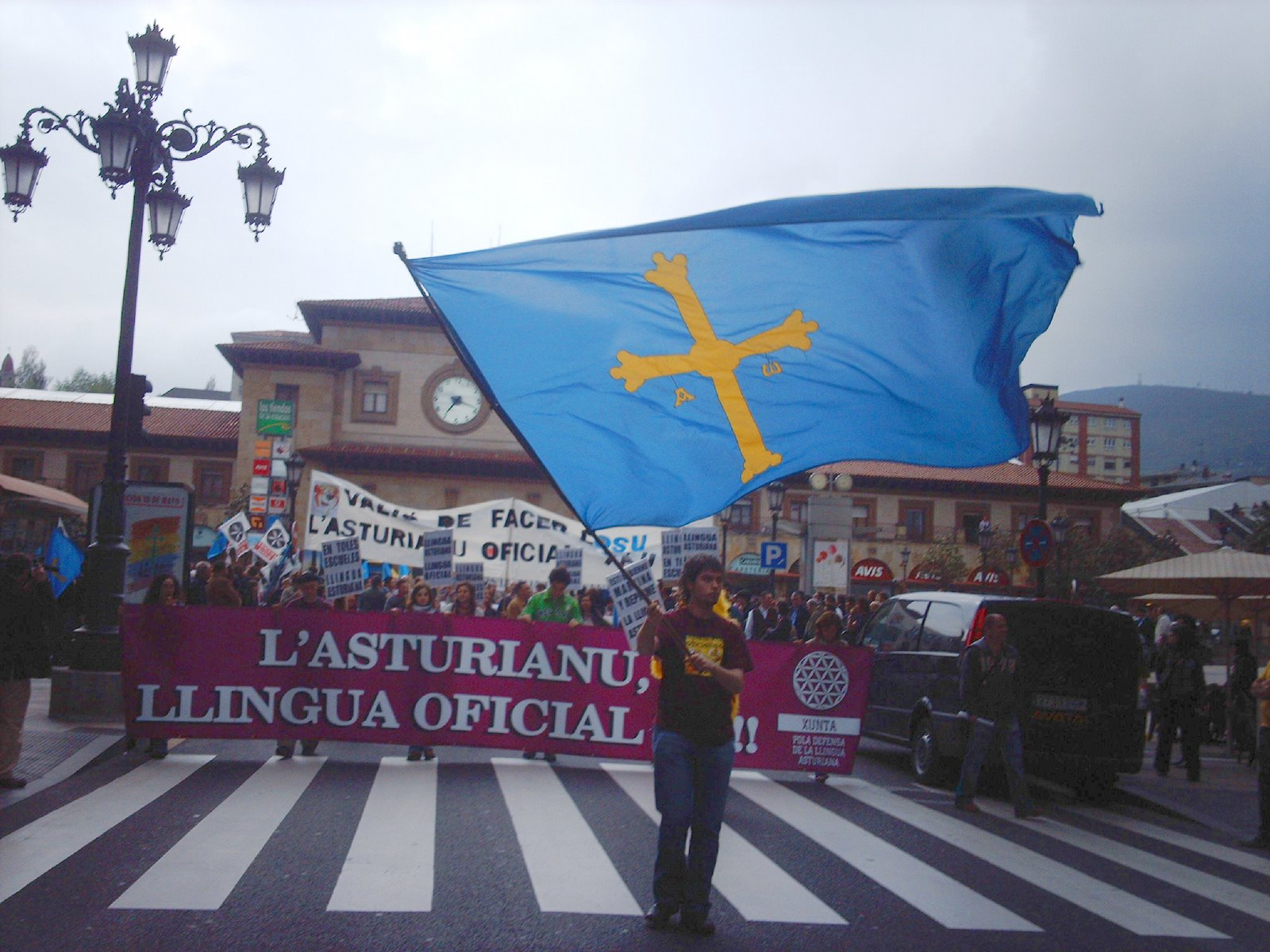
Manifestación por la oficialidad en el Día de las Letras Asturianas de 2007

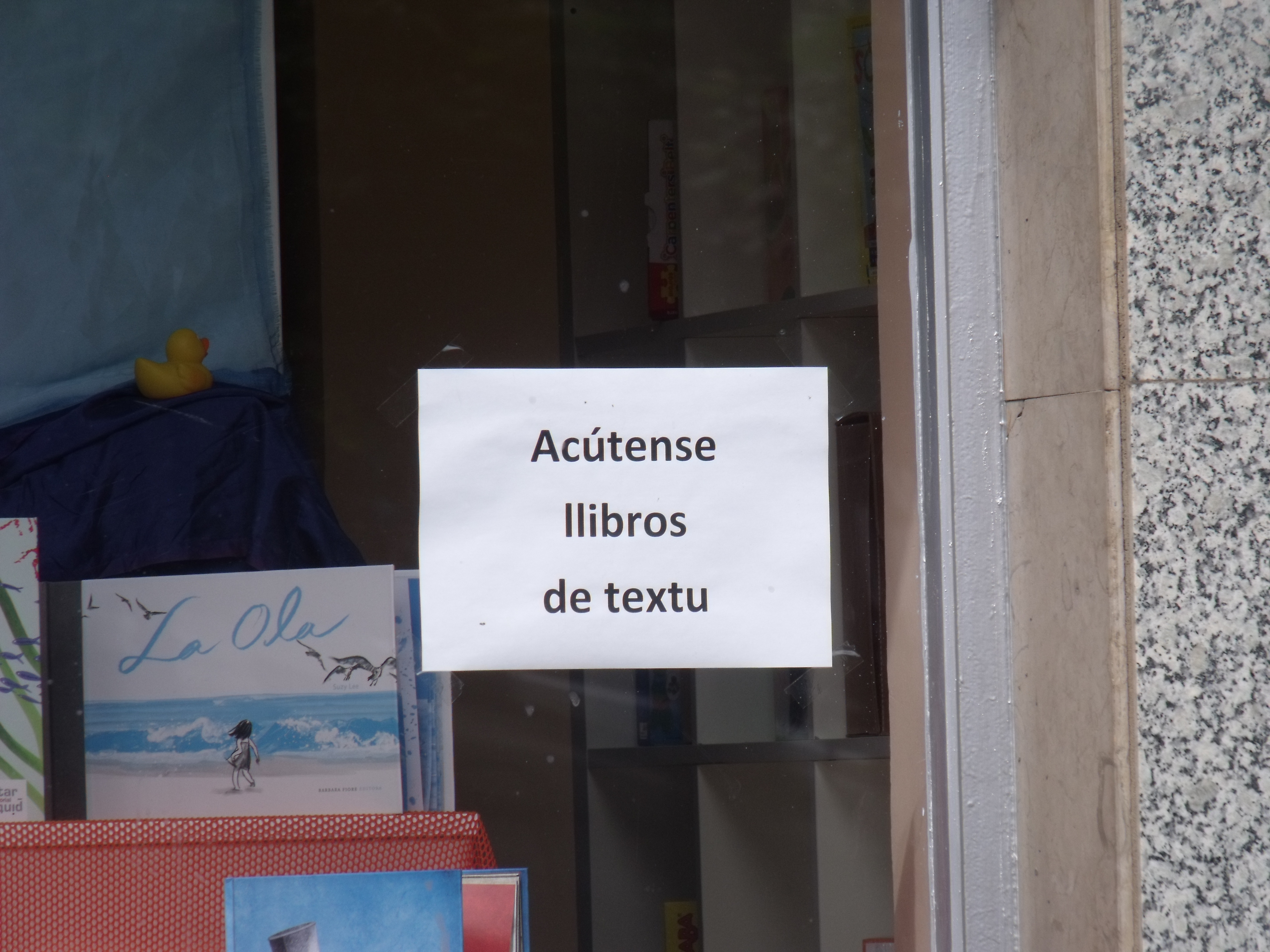
Anuncio privado en asturiano en una tienda de Candás

El estado legal actual del asturiano en Asturias es el siguiente:
- Goza de protección, sin llegar a estar reconocido como oficial por el Gobierno de Asturias.
- Ley 1/1998, de 23 de marzo, de uso y promoción del bable/asturiano,[8] en su artículo 4, que se refiere al uso de la llingua, dice, en el apartado 2, que «se tendrá por válido a todos los efectos el uso del bable-asturiano en las comunicaciones orales o escritas de los ciudadanos con el Principado de Asturias».
- En 2005 el gobierno asturiano aprobó el Plan de Normalización Social del Asturiano 2005-2007 para potenciar el uso y promoción del asturiano y del gallego-asturiano.
- Francisco Álvarez-Cascos, en su Discurso de Investidura en la Junta General del Principado de Asturias, el 12 de julio de 2011, se comprometió a “fomentar el conocimiento riguroso del asturiano”, y el nuevo responsable autonómico de Cultura y Deporte del Principado, Emilio Marcos Vallaure, el 18 de julio de 2011 afirmó que, entre sus grandes objetivos está “la protección de la lengua asturiana”.

Asimismo, actualmente existe un movimiento por la oficialidad de la lengua asturiana, del que participan varias asociaciones como la Xunta Pola Defensa de la Llingua Asturiana o Iniciativa pol Asturianu entre otras, y partidos políticos, como Izquierda Xunida d'Asturies, Bloque por Asturies, UNA, PAS y la sección asturiana del PCPE, entre otros, que apoyan la oficialidad de la lengua y realizan extendidas campañas para conseguirla.

#### Conocimiento del asturiano

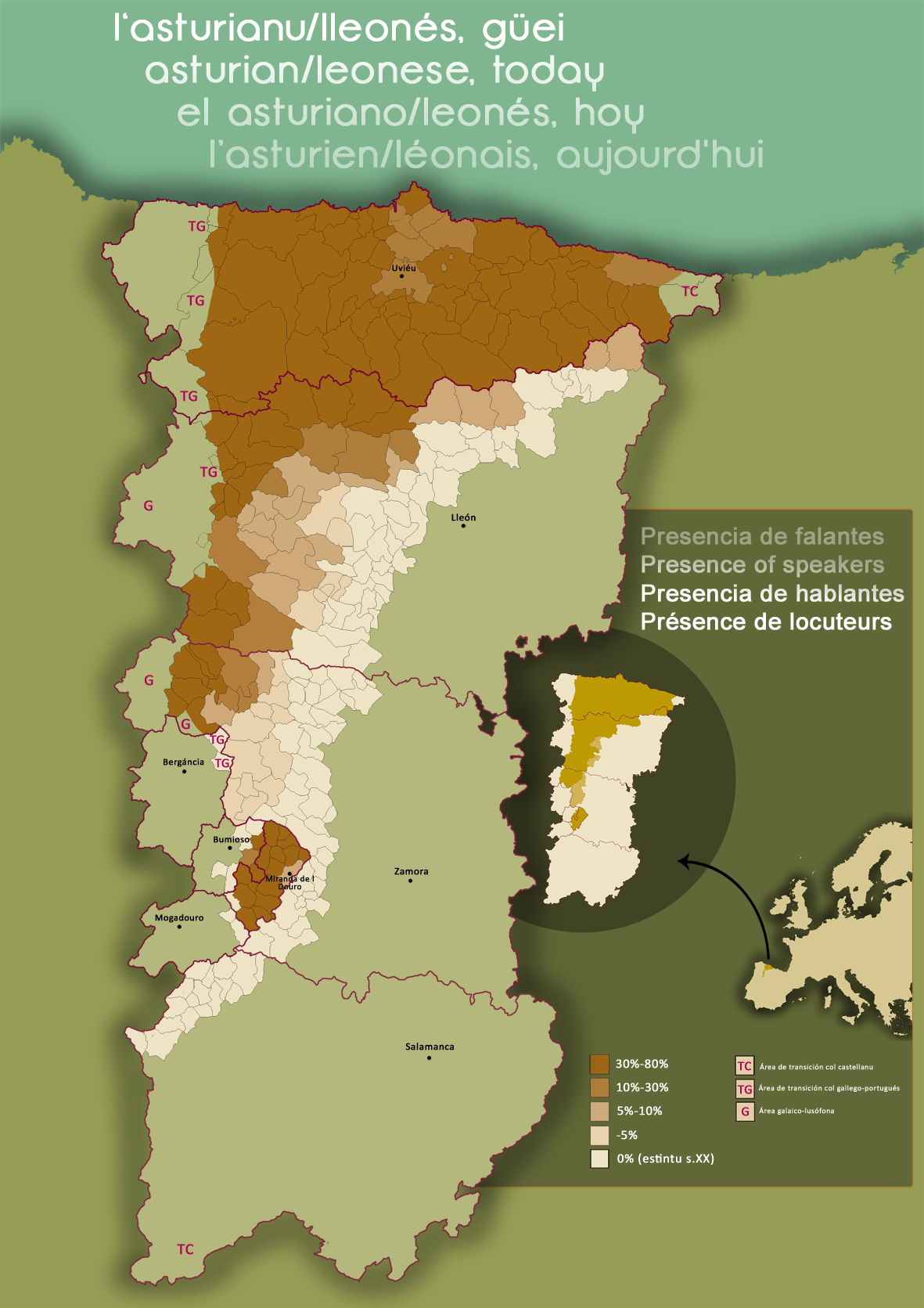
Mapa del porcentaje de hablantes de asturleonés por municipios (2012)

En 2023, El Instituto Nacional de Estadística (España) calculó que sólo el 2,8% de la población asturiana sabía hablar correctamente en lengua asturiana, siendo la región de España donde el porcentaje de castellano hablantes era el más alto. En 2017, la III Encuesta Sociolingüística de Asturias calculó que lo hablaban 647 578 personas o 62,6 % de la población de Asturias. Según un estudio de la Universidad del País Vasco, hay 100 000 hablantes nativos del asturiano, un 9,7 % de la población de Asturias y 400 000 que lo tienen como segunda lengua. Según un estudio realizado en el año 2003, el asturleonés sería la lengua materna o primera lengua de un 17,7 % de la población de Asturias, un 20,1 % tendrían asturleonés y castellano como lenguas maternas, mientras que un 58,6 % de los asturianos tendrían el castellano como lengua materna.

### Enseñanza y alfabetización

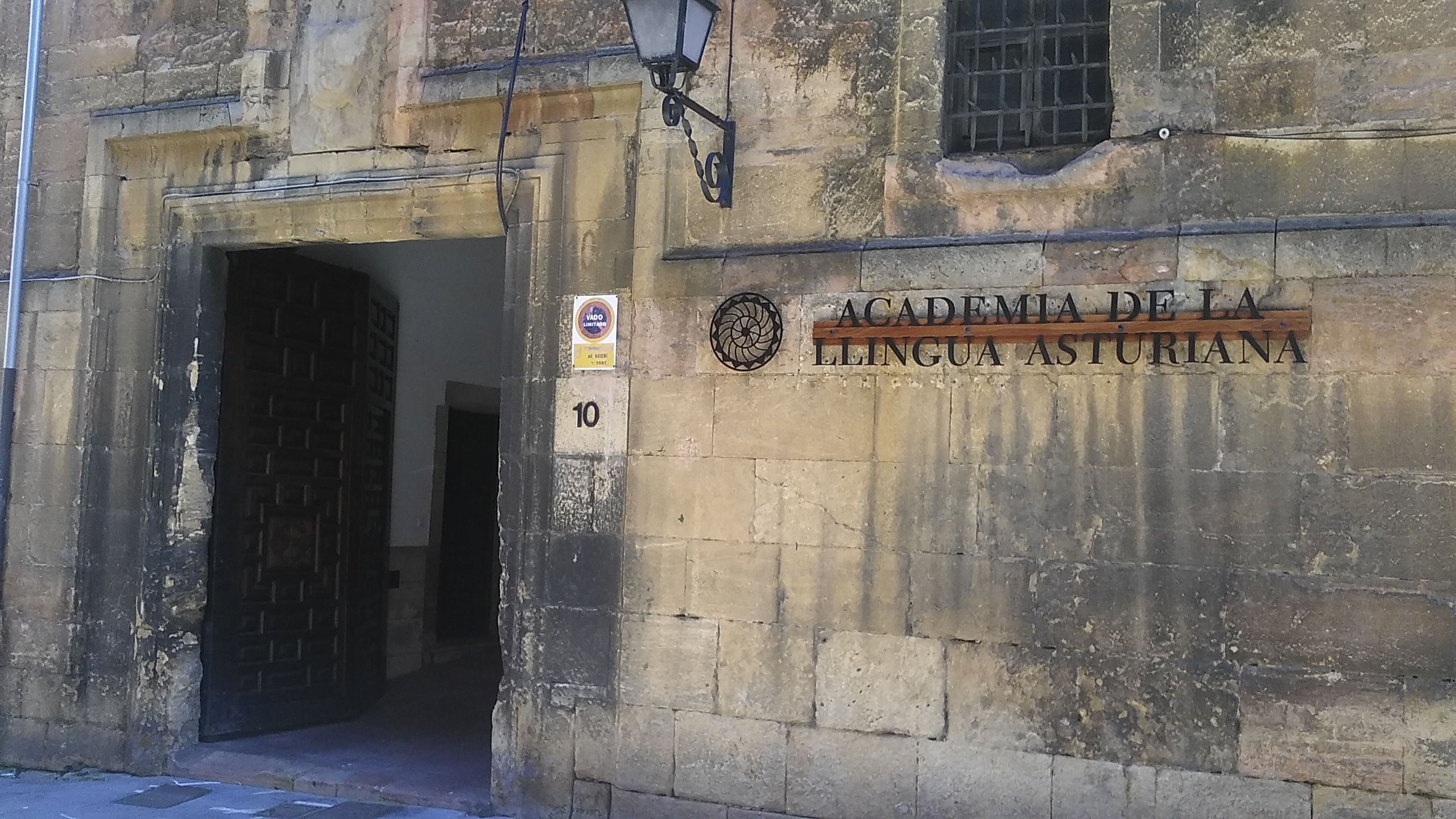
Sede de la Academia de la Lengua Asturiana en Oviedo

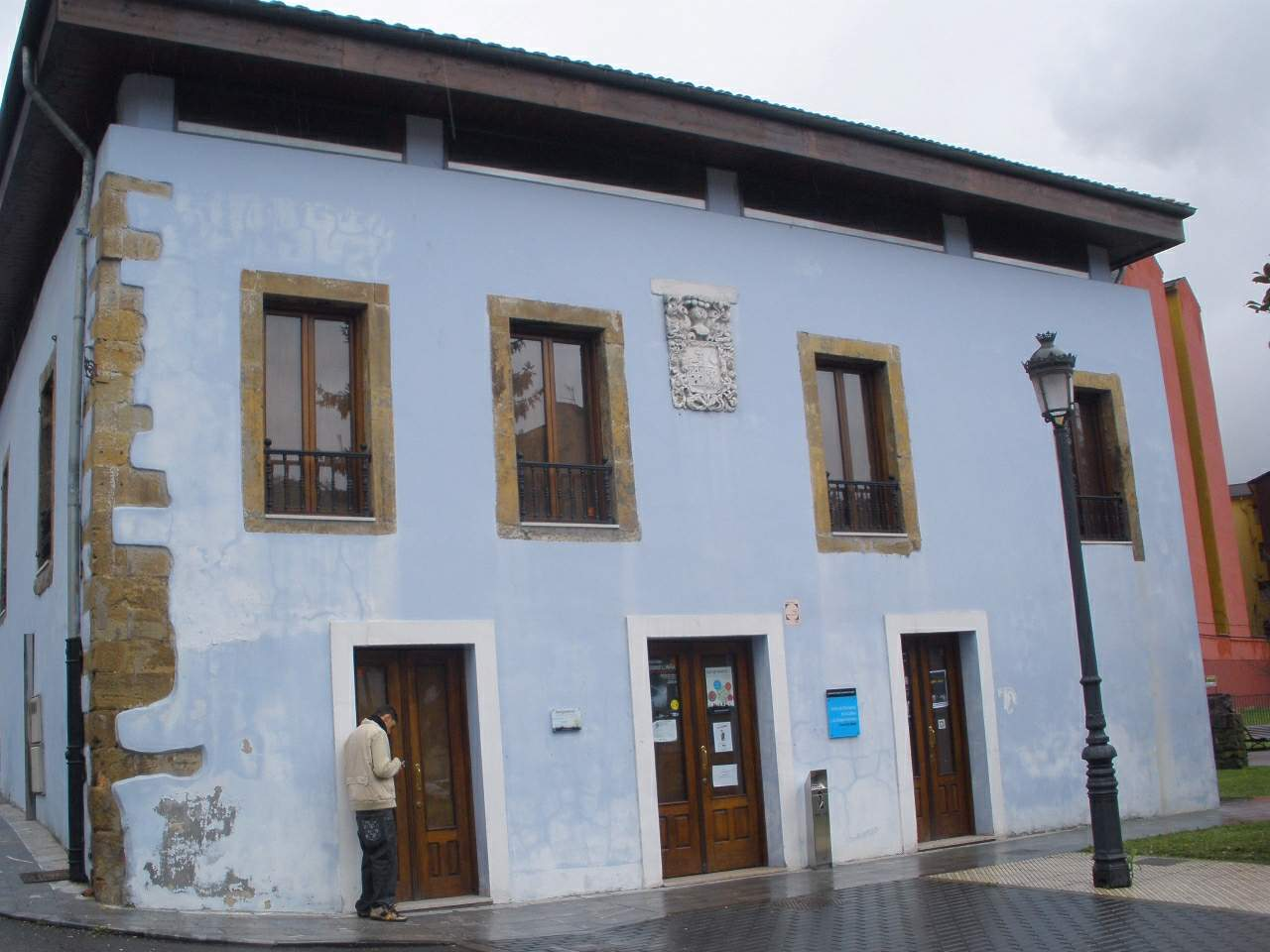
Casa de Los Alberti, Centro de Referencia de la Lengua y Cultura Asturiana, Langreo

La enseñanza del asturiano en la educación primaria no empezó hasta 1984, cuando seis escuelas empezaron a ofrecerlo como materia optativa dentro del horario escolar dos o tres horas a la semana en los ciclos medio y superior de la enseñanza básica (desde los 8 hasta los 14 años). En los cursos siguientes se fue extendiendo a más centros hasta alcanzar a prácticamente todos los colegios públicos de Educación Primaria de Asturias. Las cifras de aceptación siempre fueron muy altas, pero la voluntariedad en el aprendizaje de la que habla el artículo cuarto del Estatuto de Autonomía quedó asimilada de forma muy pequeña por la administración ya que hasta 1997 fueron los Consejos Escolares los que decidían si la escuela ofertaba o no la asignatura, con lo que fueron muchos los casos de alumnos que no pudieron ir a clase de asturiano, aunque sus padres lo pidieran, ya que el centro no brindaba esa posibilidad. Los medios de comunicación dieron cuenta de muchos de esos padres que denunciaban esta situación, además de las campañas de asociaciones ciudadanas y sindicatos de enseñanza.
Los niños con edades comprendidas entre los 6 y los 12 años estudian el asturiano en el colegio de forma voluntaria, mientras que entre los 12 y los 18 solo es posible estudiarlo de forma optativa en algunos institutos. Su oferta ha de estar asegurada en cualquier centro de enseñanza, aunque en muchos casos esto no se cumple (en la gran mayoría de los centros privados y concertados; pese a las ayudas y subvenciones del gobierno a estos últimos). Esta situación en la actualidad tiende a cambiar. Durante el curso escolar 2004–2005, veintidós mil estudiantes asturianos pudieron acceder a clases de llingua asturiana en los colegios e institutos públicos del Principado de Asturias. En los privados el número de matriculados es testimonial.
Finalmente dentro de los nuevos planes de estudio adaptados al marco europeo la Facultad de Filología Asturiana dispondrá de un Mínor en Llingua asturiana de 48 créditos que entrará en vigor en el curso académico 2010-2011 y una Mención de Asturiano de 30 créditos para la Facultad de Formación del Profesorado.

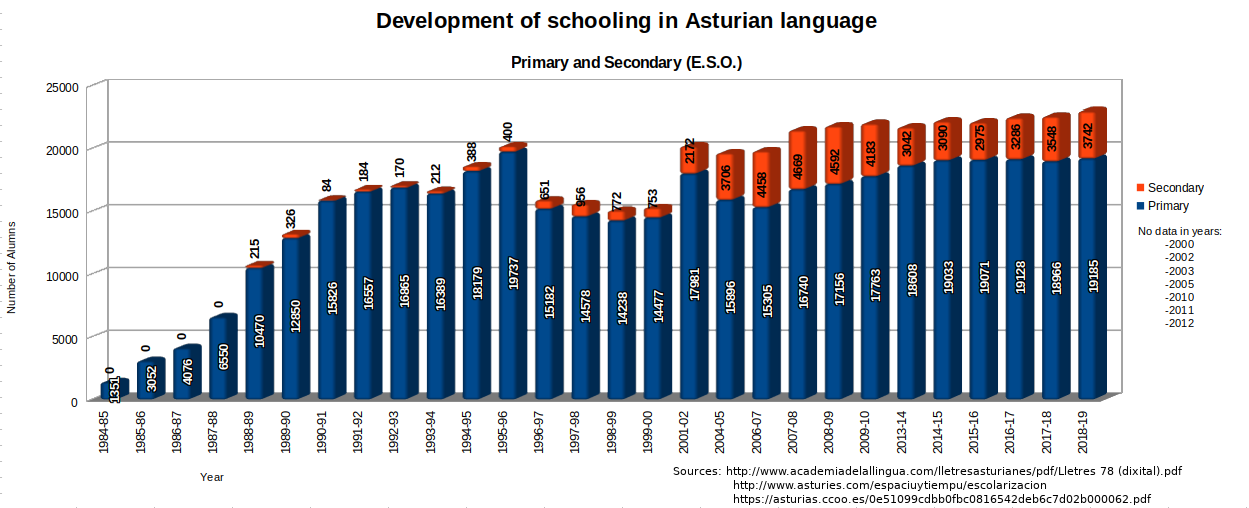
Datos de escolarización en asturiano entre los años 1984-2019

Datos de 2008
Cerca de 22 000 escolares asturianos de la enseñanza pública y concertada, concretamente 21 457, estudiaban asturiano (datos de 6 de junio de 2008) en los 254 centros que ofertan la asignatura optativa de Llingua Asturiana. De los 22 000, el grueso, 17 500 alumnos, están en educación primaria y algunas aulas de Infantil, y más de 4500 en Secundaria y Bachillerato, según datos del director general de Recursos Humanos de la Consejería de Educación y Ciencia. Esto supone un 55 % de participación escolar voluntaria en el estudio del asturiano en Primaria, y un 40 %, también voluntario, en Secundaria.
Datos del curso 2009-2010
Según los datos aportados por la consejería, un total de 52 466 alumnos estudian este curso Llingua Asturiana, de los que 51 560 reciben las clases en centros de la red pública y 906 en la red concertada.

### Literatura

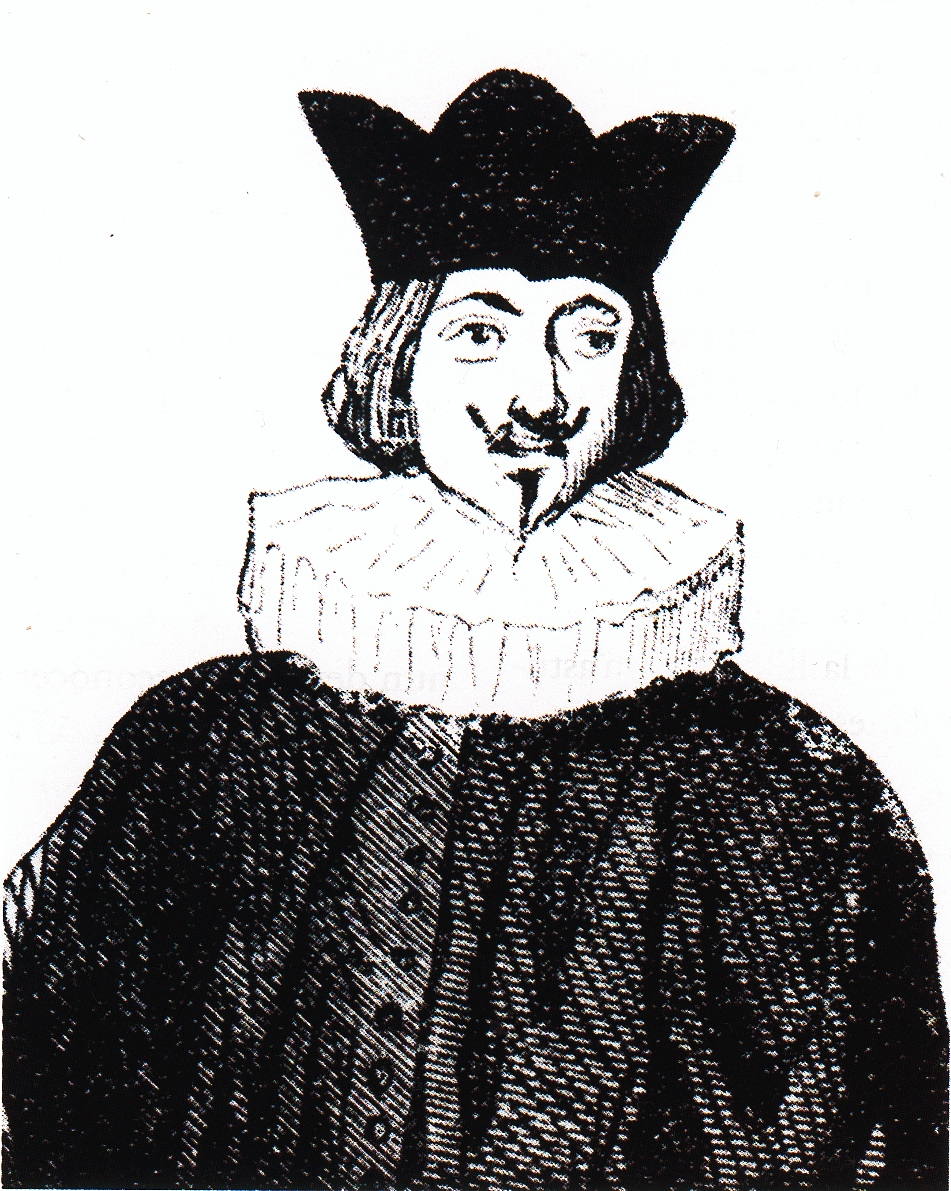
Retrato idealizado de Antón de Marirreguera

La tradición literaria, hasta el siglo XX, es escasa: a excepción de Antón de Marirreguera (siglo XVII), Francisco Bernaldo de Quirós Benavides, Josefa de Jovellanos y Antonio Balvidares (siglo XVIII), Juan María Acebal, José Caveda y Nava, Teodoro Cuesta, Pin de Pría o Fernán Coronas (siglo XIX y primera mitad del XX). Respecto de esta literatura el lingüista sueco Åke W:son Munthe señala «debe considerarse a Reguera como el creador de ésta literatura, que yo llamaría bable, y de su lengua; todos los cantores posteriores, y no menos desde el punto de vista lingüístico, proceden de él (las tradiciones poéticas de Reguera se recogieron sin embargo mucho tiempo después de su muerte; de ahí que sean algo arcaizantes también en los cantores posteriores), aunque naturalmente, por otra parte también toman elementos de la lengua de sus terruños respectivos, y con frecuencia también de otros con los cuales están en contacto de una u otra forma así como una mezcla con el castellano, bablificado o no. Pero la lengua de la literatura bable no puede, en mi opinión, calificarse de lengua literaria porque no ha alcanzado unidad alguna, desde el punto de vista lingüístico, dentro de esa pequeña literatura en miniatura que por lo demás como todo el dialecto, parece condenada a una rápida desaparición».
Es a partir de la democratización de España cuando se produce el resurgir (Surdimientu) de la literatura en asturiano, con autores como Berta Piñán, Esther Prieto, Lourdes Álvarez, Ismael González Arias, Xuan Bello, Antón García, Miguel Rojo, Milio Rodríguez Cueto, Pablo Antón Marín Estrada o Martín López-Vega. Todos ellos escritores con pretensiones universalistas, que renuncian a encorsetarse en modelos localistas y dan al asturiano dimensión literaria plena. En este proceso han tenido gran importancia las traducciones de literatura extranjera: Albert Camus, Tennessee Williams, Herman Melville, Franz Kafka, T.S. Eliot, Eugénio de Andrade, etc.
Las novelas más significativas de este periodo del Surdimientu son: Hestoria universal de Paniceiros, de Xuan Bello; En busca de Xovellanos, de Ismael González Arias; Imago, de Adolfo Camilo Díaz; La ciudá encarnada, de Pablo Antón Marín Estrada; y La banda sonora del paraísu, de Xandru Fernández.
La Academia de la Lengua Asturiana (Academia de la Llingua Asturiana, A.Ll.A) fue fundada en 1981, con la intención de recuperar la antigua institución que fuera planteada en el siglo XVIII.

### Música
Prácticamente toda la música tradicional y moderna relacionada con el folk y el rock emplea el asturiano en sus interpretaciones. En canción tradicional destacan Mariluz Cristóbal Caunedo y José Manuel Collado. En el campo del folk son grupos de referencia Llan de Cubel, Asturiana Mining Company, Felpeyu, Ástura, La Bandina'l Tombo y Tuenda. La principales voces de la canción tradicional actualizada son las de Anabel Santiago,  Nacho Vegas y los Hermanos Valle Roso. Y la figura más destacada de jazz fusion con la canción tradicional es la de Mapi Quintana. En la música moderna destaca el grupo Los Berrones, autores del disco en asturiano más vendido de la historia.

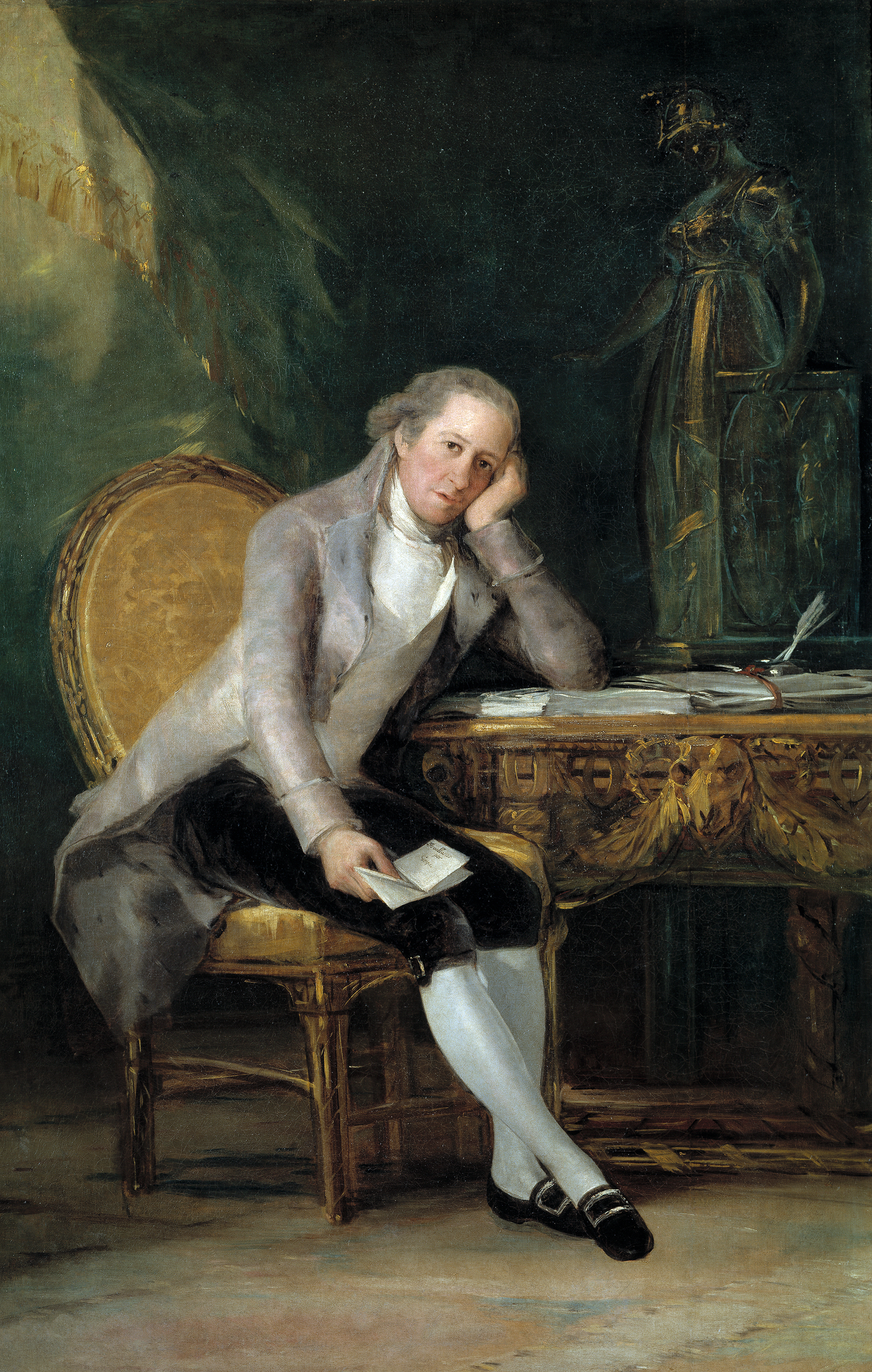
Gaspar Melchor de Jovellanos, escritor, jurista y político ilustrado asturiano. Proyectó la creación de una Academia de la Lengua Asturiana

También destacan en el campo musical el grupo Dixebra y más recientes como Skanda, Rodrigo Cuevas, Llangres, Skama la Rede, Oi! N'Ast, Gomeru o Asgaya, donde participó el guitarrista y compositor de la banda de heavy metal Avalanch, Alberto Rionda. Últimamente es necesario reseñar cantautores y grupos que se acecan más al poco como Toli Morilla y Alfredo González.

### Toponimia
La toponimia en lengua asturiana de las localidades de la comunidad autónoma ha ganado visibilidad en los últimos años. Más de la mitad de los concejos asturianos habrían solicitado la elaboración de un expediente sobre la toponimia en asturiano de sus territorios, habiendo sido muchos de ellos aprobados (en algunos casos conjuntamente con el topónimo en castellano y en otros sustituyéndolo). La Junta Asesora de Toponimia es un órgano del Principado de Asturias relacionado con esta tarea.
En septiembre de 2011 eran 49 los conceyos (municipios) con la toponimia en asturiano oficializada, de los 78 existentes (Ver lista).

### Denuncias de discriminación
El asturiano, que ha experimentado una normalización muy tardía (las primeras normas ortográficas oficiales se publicaron en 1981), a pesar de contar con una protección explícita por parte del Estatuto de Autonomía, no es lengua cooficial en el Principado. Aunque se introdujo en el sistema educativo en 1984 como asignatura optativa, no es lengua vehicular ni se usa en la Administración, si bien con la aprobación de la Ley 1/1998, de 23 de marzo, de uso y promoción del bable/asturiano, los ciudadanos asturianos tienen el derecho a dirigirse a la Administración autonómica en dicho idioma. Desde 1984, la enseñanza del asturiano ha ido progresando, si bien algunos grupos nacionalistas asturianos y de defensa de la lengua han denunciado casos de discriminación. En 2001, la formación nacionalista Andecha Astur cursó una denuncia por infracción del artículo 510 del Código Penal (referido a los derechos fundamentales y las libertades públicas) contra un colegio religioso concertado, el de las carmelitas de Villaviciosa, denunciando que el centro multaba a los escolares con 25 pesetas por cada palabra empleada en asturiano. El Juzgado de Instrucción número 1 de Villaviciosa desestimó el caso al considerar que multar por el uso del asturiano no constituía un delito. Una sentencia posterior de la Audiencia Provincial de Oviedo consideró igualmente que los hechos no eran constitutivos de delito penal y que, en todo caso, debió haberse seguido la vía contencioso-administrativa.
En 2002 la Academia de la Lengua Asturiana publicó un informe titulado Informe sobre la represión y non reconocencia de los drechos llingüísticos n'Asturies donde trata la historia y situación actual de esta problemática.

Toponimia asturiana en 2017
Concejos cuya toponimia tradicional ya ha sido oficializada mediante decreto
Concejos en los que la Junta de Toponimia ya ha iniciado actuaciones
Concejos en los que no se ha iniciado el proceso

Por su parte, la Asociación Internacional para la Defensa de las Lenguas y las Culturas Amenazadas (AIDLCM) visitó los días 25, 26 y 27 de noviembre de 2002 el Principado de Asturias, entrevistándose con diversos representantes institucionales, produciendo un informe, Informe y recomendaciones sobre la lengua asturiana publicado en 2004, en el que se denunciaba la existencia de una gran desigualdad con respecto al ejercicio de los derechos lingüísticos entre las personas que tienen como propia la lengua asturiana y las que tienen como propia la lengua castellana y proponía diversas recomendaciones para revertir dicha situación: oficialización del asturiano, promulgación de una ley de normalización de dicho idioma y su promoción, la creación de un canal de televisión autonómico íntegramente asturiano y el reconocimiento de la Academia de la Lengua Asturiana como máxima autoridad científica en lo relacionado con la lengua.

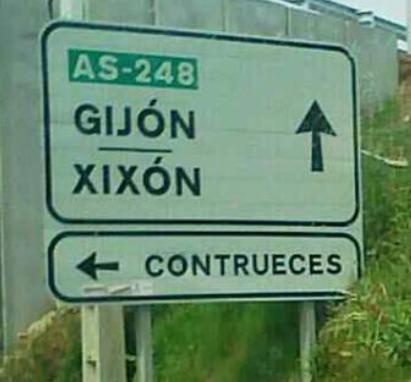
Señal con topónimo bilingüe castellano-asturiano

Algunos defensores del asturiano han acusado de discriminación lingüística a la Audiencia Nacional, donde un militante independentista asturiano que fue juzgado no obtuvo permiso para declarar en asturiano, al no tratarse este de un idioma oficial. La defensa acusó a la Audiencia de vulnerar el artículo 24 de la Constitución Española.

## Descripción lingüística
El asturiano es una variedad de asturleonés que a su vez forma parte de las lenguas iberorromances, tipológicamente y filogenéticamente cercana al gallego-portugués, al castellano y en menor medida al navarro-aragonés. Tipológicamente es una lengua flexiva fusionante, de núcleo inicial y marcaje de complemento y el orden básico es SVO (oraciones enunciativas sin topicalización).

### Fonología
La trascripción se hace acorde con las normas del alfabeto fonético internacional.
Vocales
El sistema vocálico del asturiano distingue cinco fonemas, divididos en tres grados de abrimiento (mínimo, medio y máximo) y tres situaciones (central, anterior y posterior).
|                                       | anteriores (palatales) | centrales | posteriores (velares) |
| ------------------------------------- | ---------------------- | --------- | --------------------- |
| vocales cerradas (de abertura mínima) | i                      | -         | u                     |
| vocales medias (de abertura media)    | e                      | -         | o                     |
| vocales abiertas (de abertura máxima) | -                      | a         | -                     |

Consonantes
|                   | labiales | dentales | alveolares | palatales | velares |
| ----------------- | -------- | -------- | ---------- | --------- | ------- |
| oclusivas sordas  | p        | t        | t          | tʃ        | k       |
| oclusivas sonoras | b        | d        | d          | ʝ         | g       |
| fricativas        | f        | θ        | s          | ʃ         | -       |
| nasales           | m        | -        | n          | ɲ         | -       |
| laterales         | -        | -        | l          | ʎ         | -       |
| vibrantes         | -        | -        | r / ɾ      | -         | -       |
Notas:
/n/ se pronuncia como [ŋ] en posición de coda.
/g/ suele pronunciarse como fricativa sonora incluso en inicio de palabra.

### Escritura
Desde los primeros textos, el asturiano emplea el alfabeto latino. En 1981, la Academia de la Lengua Asturiana editó unas normas ortográficas. Sin embargo, en la Tierra de Miranda (Portugal), el asturleonés se escribe con otra normativa diferente.
La lectura de las normas ortográficas del asturiano, y la práctica escrita que se observa muestra claramente el modelo de lengua escrita que se persigue y que, brevemente, puede resumirse diciendo que se basa en un sistema vocálico de cinco unidades /a e i o u/ de tres grados de abertura y doble localización. Del mismo modo tiene las siguientes unidades consonánticas: /p t ĉ k b d y g f θ s š m n ņ l ḷ r ṙ/. El modelo tiende a una lengua escrita donde no es frecuente el fenómeno de metafonía por -u, ni la presencia de diptongos decrecientes, generales en occidente, /ei, ou/. Aunque es posible su escritura, no aparece ni «ḷḷ» (che vaqueira también representada, entre otras grafías, como «ts» antiguamente), ni la aspiración «ḥ» oriental (también representada como «h.»), en tal modelo sino sus correspondientes «ll» y «f». Gramaticalmente, la lengua ofrece triple distinción de género en el adjetivo, plurales femeninos en -es, terminaciones verbales en -es, -en, -íes, íen, ausencia de verbos compuestos (o su formación con tener), etc.
El modelo que sigue no es arbitrario, dado que se ofrece como una posibilidad bastante común en escritores anteriores y, aunque la fuerza de las variantes centrales es una realidad, la lengua escrita tampoco recoge como modélico un dialecto oral. Del mismo modo que se acepta el cultivo de cualquier variante local, en la enseñanza se tiene muy presente el habla con la que los alumnos están familiarizados, condición necesaria para efectuar una pedagogía adecuada.

#### Orden alfabético y valor de los grafemas
(La transcripción se hace de acuerdo con las normas del alfabeto fonético internacional).
| Mayúscula | A | B  | C     | D  | E | F   | G   | H     | I | L   | M   | N   | Ñ   | O | P  | R    | S   | T  | U | V   | X  | Y  | Z    |
| Minúscula | a | b  | c     | d  | e | f   | g   | h     | i | l   | m   | n   | ñ   | o | p  | r    | s   | t  | u | v   | x  | y  | z    |
| Nombre    | a | be | ce    | de | e | efe | gue | hache | i | ele | eme | ene | eñe | o | pe | erre | ese | te | u | uve | xe | ye | zeda |
| Fonema    | a | b  | θ / k | d  | e | f   | g   | -     | i | l   | m   | n   | ɲ   | o | p  | ɾ/r  | s   | t  | u | b   | ʃ  | ʝ  | θ    |

#### Dígrafos
Algunos fonemas se representan con un dígrafo (pareja de letras).
| Mayúscula | CH  | GU + E I | LL   | QU + E I | RR (entre vocales) |
| Minúscula | ch  | gu + e i | ll   | qu + e i | rr (entre vocales) |
| Nombre    | che | -        | elle | cu       | erre doble         |
| Fonema    | t͡ʃ  | g        | ʎ~ʝ  | k        | r                  |

#### Grafías dialectales
Existen grafías especiales para representar alófonos empleados en algunas variedades:
- El dígrafo ḷḷ (ḷḷ vaqueira o ch vaqueira) se emplea para representar sonidos considerados variedades del fonema /ʎ/, principalmente en asturiano occidental (ḷḷingua), por ejemplo.

- El dígrafo ts se emplea para representar el sonido [t͡s] (no hay que confundirlo con el anterior), que aparece en palabras donde el resto del asturiano tiene -ch-/-it-, realizándose en los concejos de Quirós y Teberga (otso, cutsu).

- El dígrafo yy se emplea para representar el sonido [kʲ], en zonas aisladas occidentales, que se corresponde por un lado a la -y- del resto del dominio (o -ch-), y por otro, a ll-/ḷḷ-/ch- inicial (muyyer, fiyyu; yyegar).

- El grafema ḥ (hache aspirada) representa el fonema /h/, especialmente en las zonas del asturiano oriental donde se aspira la f- latina: (ḥaba). También aparece en algunas palabras como guaḥe o ḥispiar y puede emplearse en varios préstamos de otras lenguas como el caso de ḥoquei.

Como los grafemas ḥ y ḷḷ no aparecen en la mayoría de los tipos de letra empleados habitualmente tanto en las computadoras como en las publicaciones gráficas, suelen cambiarse, y así está admitido también, por h. y l.l respectivamente.

#### Otros grafemas
Para reproducir sonidos de otras lenguas, principalmente del español y del inglés, en ocasiones se emplean las letras; j (jota), k (ka) y w (uve doble), aunque no forman parte propiamente del alfabeto asturiano.
- Ejemplo: Jalisco, Kuwait.

#### Signos ortográficos
El asturiano emplea los signos ortográficos que vienen a continuación:
- El acento agudo ( ´ ) encima de una vocal indica en algunos casos la sílaba tónica (ejemplo: daqué, llambión, escocés, móvil, pláganu). También se emplea para diferenciar monosílabos homónimos: pá (sustantivo = padre) / pa (preposición).
- El apóstrofo ( ’ ) entre dos letras indica que se perdió un sonido entre ellas: abrió'l caxón (en vez de *abrió el caxón).
- La diéresis ( ¨ ) se pone sobre la vocal u cuando hace falta leerla en secuencias güe, güi: güelu, llingüística.
- El guion corto ( - ) se emplea delante del pronombre personal -y (contesta-y), en las palabras compuestas (político-relixosu) y en varios casos más específicos.
- El guion largo ( — ) se usa principalmente en la transcripción de textos dialogados para indicar que toma la palabra un personaje:

— ¿Qué hora ye?

— Les dos y cuartu.
- Los signos de interrogación ( ¿ ? ) se sitúan al principio y al final de una frase interrogativa directa (¿Ú ta Xuan?).
- Los signos de exclamación ( ¡ ! ) se sitúan al principio y al final de una frase exclamativa (¡Qué llambión ye!).
- La coma ( , )
- El punto ( . )
- El punto y coma ( ; )
- Los dos puntos ( : ).
- Los puntos suspensivos ( ... )
- El paréntesis ( ( ) )
- Las comillas ( “ ” o « » )

### Gramática
El asturiano es similar al resto de las variedades iberorromances. Una peculiaridad interesante es el neutro de materia para nombres incontables, que es una supervivencia del género neutro en asturiano que se ha perdido fuera del asturleonés (excepto por el artículo neutro que sigue existiendo en español "lo").

#### El alfabeto
El sistema fonológico del asturiano tiene representación escrita por medio del alfabeto latino. De esta manera, el asturiano emplea las letras siguientes.
| Letra | Nombre           | Fonema   |
| ----- | ---------------- | -------- |
| A, a  | a                | /a/      |
| B, b  | be               | /b/      |
| C, c  | ce               | /θ/, /k/ |
| D, d  | de               | /d/      |
| E, e  | e                | /e/      |
| F, f  | efe              | /f/      |
| G, g  | gue              | /g/      |
| H, h  | hache            | -        |
| I, i  | i                | /i/      |
| L, l  | ele              | /l/      |
| M, m  | eme              | /m/      |
| N, n  | ene              | /n/      |
| Ñ, ñ  | eñe              | /ɲ/      |
| O, o  | o                | /o/      |
| P, p  | pe               | /p/      |
| Q, q  | cu               | /k/      |
| R, r  | erre             | /r/, /ɾ/ |
| S, s  | ese              | /s/      |
| T, t  | te               | /t/      |
| U, u  | u                | /u/      |
| V, v  | uve              | /b/      |
| X, x  | xe               | /ʃ/      |
| Y, y  | ye, y griega     | /ʝ/, /i/ |
| Z, z  | zeta, zeda, ceda | /θ/      |

### Vocabulario
La lengua asturiana es el resultado del desarrollo del latín hablado en el territorio de los antiguos astures y cántabros. Por ello, la inmensa mayoría de las palabras del asturiano, como de las otras lenguas románicas, vienen del latín: ablana, agua, falar, güeyu, home, llibru, muyer, pesllar, pexe, práu, suañar.
A esta base latina hay que añadir las palabras que entraron en el fondo léxico del dominio asturiano desde lenguas habladas antes de la llegada del latín (sustrato) o después (superestrato). A la influencia del sustrato y superestrato se suman los préstamos posteriores de otras lenguas.

#### Sustrato
De la lengua de los astures y cántabros se sabe bastante poco, aunque es dable que estuviera próxima a dos lenguas indoeuropeas, el celta y el lusitano. Se agrupan con el nombre de sustrato prelatino a las palabras de la lengua de los astures o de otras lenguas preindoeuropeas habladas en este territorio. Varios ejemplos serían:
Bedul, boroña, brincar, bruxa, cándanu, cantu, carrascu, comba, cuetu, güelga, llamuerga, llastra, llócara, matu, peñera, riega, tapín, zucar...
De otro lado numerosos celtismos se integraron gracias a la misma lengua latina y pasaron después al asturiano como:
Bragues, camisa, carru, cerveza, sayu...

#### Superestrato
Con el nombre de superestrato se conoce la influencia que dejaron otras lenguas posteriores a la llegada del latín. En el asturiano, fueron especialmente importantes los germanismos.
Germanismos
Los pueblos germánicos que se situaron en la península ibérica, especialmente godos y suevos, dejaron en el asturiano palabras como:
Blancu, esquila, estaca, mofu, serón, espetar, gadañu o tosquilar.
Arabismos
Los arabismos pudieron llegar al asturiano directamente, mediante contactos entre los hablantes del dominio asturiano con los árabes o con gente árabe del sur de la Península. En otros casos pudieron llegar a través del castellano.
Los que vienen a continuación son algunos de los arabismos del asturiano:
Acebache, alfaya, altafarra, bañal, ferre, galbana, mandil, safase, xabalín, zuna, zucre

#### Préstamos
La lengua asturiana también recibió buena parte de su léxico de lenguas próximas, como el castellano, el francés, el occitano o el gallego. A través del castellano, también llegaron palabras de idiomas más lejanos.
En orden de importancia, los castellanismos se sitúan en el primer lugar en la lista de préstamos al asturiano. No obstante en algunos casos, por mor del gran allegamiento entre el castellano y el asturiano es bastante difícil saber si una palabra es un préstamo del castellano, un resultado común a las dos lenguas desde el latín, o un préstamo del mismo asturiano al castellano. Algunos castellanismos en asturiano son:
Echar, antoxu, guerrilla, xamón, siesta, rexa, vainilla, xaréu...
El castellano valió también de intermediario para la llegada de palabras de otros idiomas, especialmente de América. Por ejemplo, pasando por el castellano, llegaron palabras del náhuatl (cacagüesa, chicolate, tomate), del quechua ( cóndor, llama), del caribe (caimán, caníbal, piragua) o del arawak (iguana, furacán).
También pasaron por el español varias palabras procedentes del inglés (esprái, fútbol, güisqui, ḥoquei, water-polo ), o de otras lenguas: bumerán (de las lenguas aborígenes australianas, pasando por el inglés), cachalote (del portugués), caolín (del chino), kamikaze (del japonés), vampiru (del serbio) o vodka (del ruso).
De vez en cuando, los préstamos del gallego son también difíciles de identificar, por la cercanía de esta lengua con las variedades más occidentales del dominio lingüístico astur. Suelen considerarse palabras de origen gallego algunas como cachelos, chombada o quimada.
Los galicismos (palabras tomadas del francés) y occitanismos aparecen tempranamente, lo que parece indicar que los contactos con habitantes de allende los Pirineos fueron frecuentes, no únicamente a través del Camino de Santiago, sino, también por vía marítima. Muchas de estas palabras pertenecen de hecho al léxico marino, aunque en su mayoría los galicismos llegaron al asturiano por vía directa, en otros casos pasaron antes por el castellano.
Entre los galicismos podemos mentar:
malvís, arranchar, chalana, xofer, coñá, espáis, foina, galipote, llixeru, mesón, pote, somier, tolete, vagamar, xalé, xarré...
Del occitano vienen palabras como:
Hostal, parrocha o tolla.

### Texto de ejemplo
Extracto de L'últimu home (Miguel Solís Santos)
Un españíu fizo tremer el fayéu. El nerbatu esnaló lloñe. L'esguil desapaeció nel nieru. Hebo otru españíu, y darréu otru. L'home, entós, mientres cayía coles manes abiertes, los güeyos nel infinitu y el so cuerpu remanando per tolos llaos abonda sangre, glayó una pallabra, una pallabra namás, que resonó y güei sigue resonando na viesca y en toa Asturies: «¡Llibertá!».
Traducción al español de 'El último hombre'
'Un estallido hizo temblar el hayedo. El mirlo voló lejos. La ardilla desapareció en el nido. Hubo otro estallido, y luego otro. El hombre, entonces, mientras caía con las manos abiertas, los ojos en el infinito y su cuerpo vertiendo por todas partes mucha sangre, gritó una palabra, solo una palabra, que resonó y hoy sigue resonando en el bosque y en toda Asturias: «¡Libertad!».'

## Comparación entre variantes

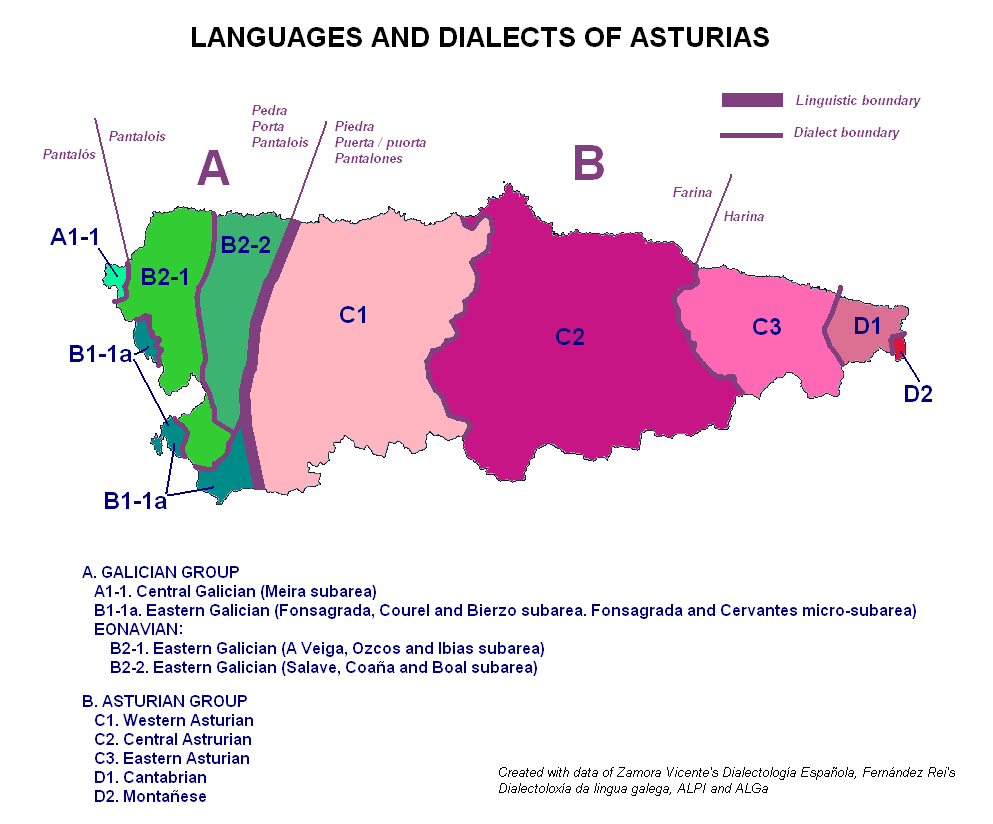
Áreas lingüísticas de Asturias atendiendo a criterios fonológicos y morfológicos

El Padre Nuestro en las tres variantes principales, castellano y gallego:
Gallego
Noso pai que estás no ceo, santificado sexa o teu nome, veña o teu reino, e fágase a túa vontade aquí na terra coma no ceo. Dános hoxe o noso pan de cada día; perdoa as nosas ofensas, como tamén perdoamos nós a quen nos ten ofendido; e non nos deixes caer na tentación, mais líbranos do mal. Amén.
Occidental
Pái nuesu que tas nel cielu, sentificáu sía'l tou nome. Amiye'l tou reinu, fágase la túa voluntá lo mesmu na tierra cumo en cielu. El nuesu pan de tódolos días dánoslu güei ya perdónanos las nuesas ofensas lo mesmu que nós facemos conos que nos faltanon. Ya nun nos deixes cayere na tentación ya ḷḷíbranos del mal. Amén.
Central
Pá nuesu que tas nel cielu, santificáu seya'l to nome. Amiye'l to reinu, fáigase la to voluntá lo mesmo na tierra qu'en cielu. El nuesu pan de tolos díes dánoslu güei y perdónamos les nueses ofenses lo mesmo que nós facemos colos que mos faltaren. Y nun mos dexes cayer na tentación, y llíbramos del mal. Amén.
Oriental
Padre nuestru que tas nel cielu, santificáu seya'l tu nome. Amiye'l tu reinu, ḥágase la tu voluntá lu mesmu ena tierra qu'en cielu. El nuestru pan de tolos díes dánoslu hoi y perdónanos les nuestres ofenses lu mesmu que nosotros ḥacemos colos que nos faltaren. Y nun nos dexes cayer ena tentación, y llíbranos del mal. Amén.
Castellano
Padre nuestro que estás en el Cielo, santificado sea tu nombre. Venga a nosotros tu Reino. Hágase tu voluntad aquí en la tierra como en el cielo. Danos hoy el pan nuestro de cada día y perdona nuestras ofensas, así como nosotros perdonamos a los que nos ofenden. Y no nos dejes caer en la tentación y líbranos del mal. Amén.

### Comparativa cuestionario ALPI (hacia 1930)
Se aporta tabla comparativa de la situación de los distintas variantes dialectales realizadas por el cuestionario ALPI (Atlas Lingüístico de la Península Ibérica) realizado hacía los años treinta del pasado siglo:
| Pregunta pág.  | 305 Navelgas (Tineo)   | 309 Villanueva (Teberga) | 313 Llantones (Castrillón) | 315 Felechosa (Ayer)                 | 329 Folledo (León)   | 321 Los Carriles (Llanes)  |
| -------------- | ---------------------- | ------------------------ | -------------------------- | ------------------------------------ | -------------------- | -------------------------- |
| ojo 5          | güeyu ['weʝu]          | güechu ['wetʃu]          | güeyu ['weʝu]              | güiyu ['wiʝü]                        | güetyu ['wetʈʝu]     | 'oyu [oʝu]                 |
| oreja 5        | ureya [u'rea]          | uretʃa [u'retʃa]         | oreya [o'reʝa]             | oreya [o'reʝa]                       | oreye [o'reʝe]       | oreíya [ore’iʝa]           |
| oído 5         | uyíu [u'ʝju]           | o'yidu [o’ʝiδu]          | o'yiδu [o’ʝiδu]            | uíu [o'iu]                           | uyíu [u'ʝju]         | oídu [o'jδu]               |
| yegua 6        | yeugua ['ʝeugwa]       | yeugua ['ʝeugwa]         | yegua ['ʝegwa]             | yegua ['ʝegwa]                       | yegua ['ʝegwa]       | yegua ['ʝegwa]             |
| eje 6          | el eis ['eis]          | l'exe [l'exe]            | la eixa [la 'eiʃa]         | el exe ['eʃe]                        | el exi ['eʃi]        | la exa [la 'eʃa]           |
| lobo 7         | xobu ['ʃobu]           | xobu ['ʃobu]             | llobu ['λobu]              | l.lu ['ʃu]                           | tsobu ['ʈsobu]       | llobu ['λobu]              |
| nudo 7         | noyu ['noʝu]           | nodiu ['noδju]           | nuedu ['nweδu]             | nuibu ['nuibü]                       | nuedu ['nueδu]       | nudu ['nuδu]               |
| leche 7        | xeiti ['xeiti]         | tseichi ['tseitʃi]       | llechi ['λetʃi]            | lleche ['ʃetʃe]                      | tseichi ['tseitʃi]   | lleche ['λetʃe]            |
| puente 9       | ponti ['ponti]         | ponti ['ponti]           | puenti ['puenti]           | una puente ['puente]                 | puenti ['puenti]     | puente ['puente]           |
| llover 9       | chover ['tʃo’beR]      | tsover ['tso’beR]        | llover ['λobeR]            | yover ['yobeR]                       | tyover ['ʈʝobeR]     | llover ['λobeR]            |
| llama 8        | xama ['ʃama]           | tsapada [tsa'pada]       | llama ['λama]              | yama ['ʝama]                         | tyama ['ʈʝama]       | llapada [λa'pada]          |
| nieve 9        | nievi [njebi]          | nievi [njebi]            | ñevi [ɲebi]                | nieve [njebe]                        | nievi [njebi]        | nieve [njebe]              |
| una cuchara 11 | una cuyar ['kuʝaR]     | cuchare [ku’tʃare]       | cuyar [ku'ʝaR]             | cuyar [ka'ʝaR][aclaración requerida] | cutyar [ku'ʈʝaR]     | un cucharo [un cu’tʃuʝaro] |
| avispa 13      | gueiespa [gei'espa]    | abrjespa [a’brjespa]     | abiéspera [a’bjespera]     | biéspra ['bjespRa]                   | yespra ['ʝespRa]     | abiéspara [a’bjespara]     |
| bailar 14 y 27 | beixar [bei’ʃaR]       | beitsar [bei’tsaR]       | bailar [bai’laR]           | baillar [bai’e]                      | baitsar [bai’tsaR]   | baillar [bai’λaR]          |
| mujer 15       | muyer [mu’ʝeR]         | mucher [mu’tʃeR]         | muyer [mu’ʝeR]             | muyer [mu’ʝeR]                       | mutyer [mu’ʈʝeR]     | muyer [mu’ʝeR]             |
| harina 22      | farina [fa’rina]       | ...                      | fariña [fa’riɲa]           | farina [fa’rina]                     | varina [va’rina]     | h.arina [ha’rina]          |
| todo 22        | todu [toðu]            | ...                      | todo [toðo]                | too ['to:]                           | too ['to:]           | tou [tou]                  |
| trajeron 22    | truxienun [tRu’ʃienun] | ...                      | trixeron [tRi'ʃeron]       | trixoren [tRi'ʃoren]                 | truxurin [tRu'ʃorin] | trayeron [tra'ʝeren]       |
| fueron 23      | fonun ['fonun]         | ...                      | fueron ['fueron]           | foren ['foren]                       | vorin ['vorin]       | h.oron ['xoron]            |
| silbar 16      | xiplar [ʃi'plar]       | xiblar [ʃi'blar]         | xiblar [ʃje'blar]          | xiblar [ʃje'blar]                    | xiblar [ʃi'blar]     | chiflar [tʃi'flar]         |
| laurel 17      | xoreiru [ʃo’reiru]     | tsaurel [tsau’rel]       | lloreu [λo’reu]            | llorel [llo’rel]                     | laurel [lau’rel]     | lloru [λo’ru]              |

### Comparativa de textos en asturleonés
Ver más tablas comparativas
|                         | Localización              | Bloque lingüístico                                        | Texto |
| ----------------------- | ------------------------- | --------------------------------------------------------- | --- |
| Dialectos asturleoneses |                           |                                                           | |
| Habla de Carreño        | Asturias                  | Asturleonés Central                                       | Tolos seres humanos nacen llibres ya iguales en dignidá y drechos y, pola mor de la razón y la conciencia de so, han de portase fraternalmente los unos colos otros.            |
| Habla de Somiedo        | Asturias                  | Asturleonés Occidental                                    | Tódolos seres humanos nacen ḷḷibres ya iguales en dignidá ya dreitos ya, dotaos cumo tán de razón ya conciencia, han de portase fraternalmente los unos conos outros.           |
| Paḷḷuezu                | León                      | Asturleonés Occidental                                    | Tódolos seres humanos nacen ḷḷibres ya iguales en dignidá ya dreitos ya, dotaos cumo tán de razón ya conciencia, han de portase fraternalmente los unos conos outros.           |
| Cabreirés               | León                      | Asturleonés Occidental                                    | Tódolos seres humanos ñacen llibres ya iguales en dignidá y dreitos y, dotaos cumo están de razón y concéncia, han de portase fraternalmente los unos pa coños outros.          |
| Mirandés                | Trás-os-Montes (Portugal) | Asturleonés Occidental                                    | Todos los seres houmanos nácen lhibres i eiguales an denidade i an dreitos. Custuituídos de rezon i de cuncéncia, dében portar-se uns culs outros an sprito de armandade.       |
| Hablas de transición    |                           |                                                           | |
| Extremeño               | Extremadura y Salamanca   | Hablas de transición entre el asturleonés y el castellano | Tolos hombris nacin libris i egualis en digniá i derechus i, comu gastan razón i concéncia, ebin comportal-se comu hermanus los unus conos otrus.                               |
| Cántabro o Montañés     | Cantabria                 | Hablas de transición entre el asturleonés y el castellano | Tolos seris humanos nacin libris y eguales en dignidá y drechos y, dotaos comu están de razón y conciencia, tién de comportase comu hermanos los unos conos otros.              |
| Otras lenguas romances  |                           |                                                           | |
| Portugués               | Portugal                  | Portugués                                                 | Todos os seres humanos nascem livres e iguais em dignidade e em direitos. Dotados de razão e de consciência, devem agir uns para com os outros em espírito de fraternidade.     |
| Gallego                 | Galicia                   | Gallego                                                   | Todos os/tódolos seres humanos nacen ceibes e iguais en dignidade e dereitos e, dotados como están de senso e consciencia, deben de se comportar fraternalmente uns cos outros. |
| Castellano              | Castilla                  | Castellano                                                | Todos los seres humanos nacen libres e iguales en dignidad y derechos y, dotados como están de razón y conciencia, deben comportarse fraternalmente los unos con los otros.     |